# Zagaj pri Ponikvi
Zagaj pri Ponikvi – wieś w Słowenii, w gminie Šentjur. W 2018 roku liczyła 114 mieszkańców.